# 19407 Стендінг Беар
19407 Стендінг Беар (19407 Standing Bear) — астероїд головного поясу, відкритий 25 березня 1998 року.
Тіссеранів параметр щодо Юпітера — 3,362.